# IF Viken

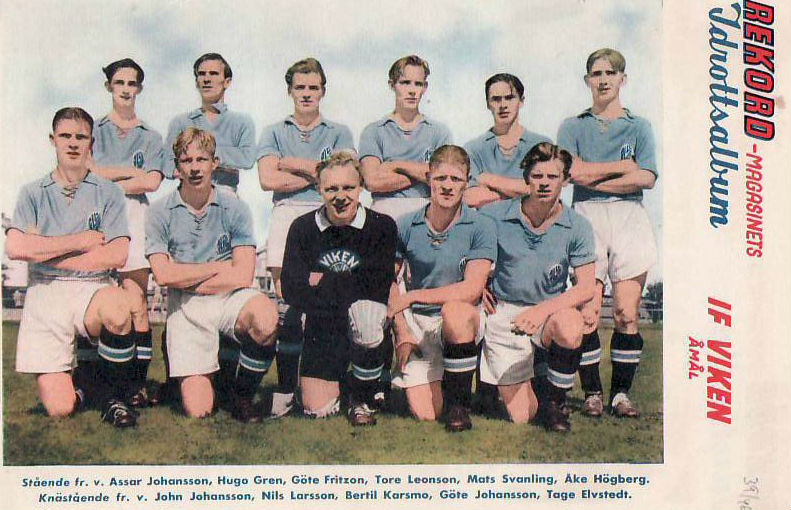
IF Viken 1946, första året i nästhögsta divisionen

IF Viken är en fotbollsklubb i Åmål, bildad 1922, som på 1940- och 1950-talet spelade i andradivisionen (nuvarande Superettan). Som bäst nådde man en tredjeplacering. Spelardräkten är ljusblå tröja och vita byxor.